# سی.ارنست هارث
سی. ارنست هارث (به انگلیسی: C. Ernst Harth) (زاده ۲ فوریهٔ ۱۹۷۰) بازیگر کانادایی است.
از فیلم‌های معروف او می‌توان به بازی در بالاخره رسیدیم؟، دادلی دو-رایت، ترفند درمان، نشنال لمپون نه چندان قانونی، بگو اینطور نیست و سیزده روح اشاره کرد.